# Kabinett Poincaré II

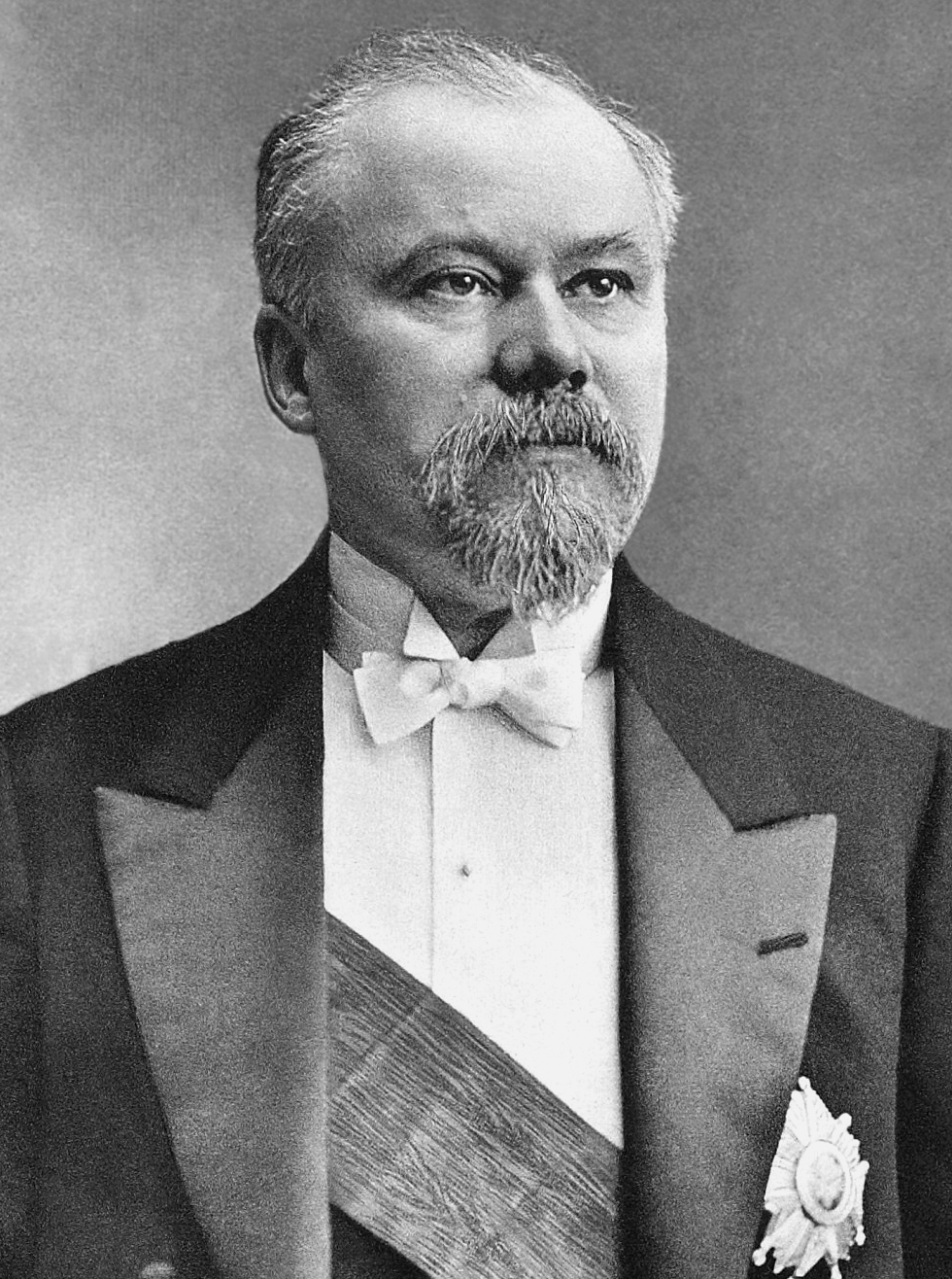
Raymond Poincaré war von 1912 bis 1913, 1922 bis 1924 sowie 1926 bis 1929 drei Mal Premierminister Frankreichs sowie zwischen 1913 und 1920 Staatspräsident

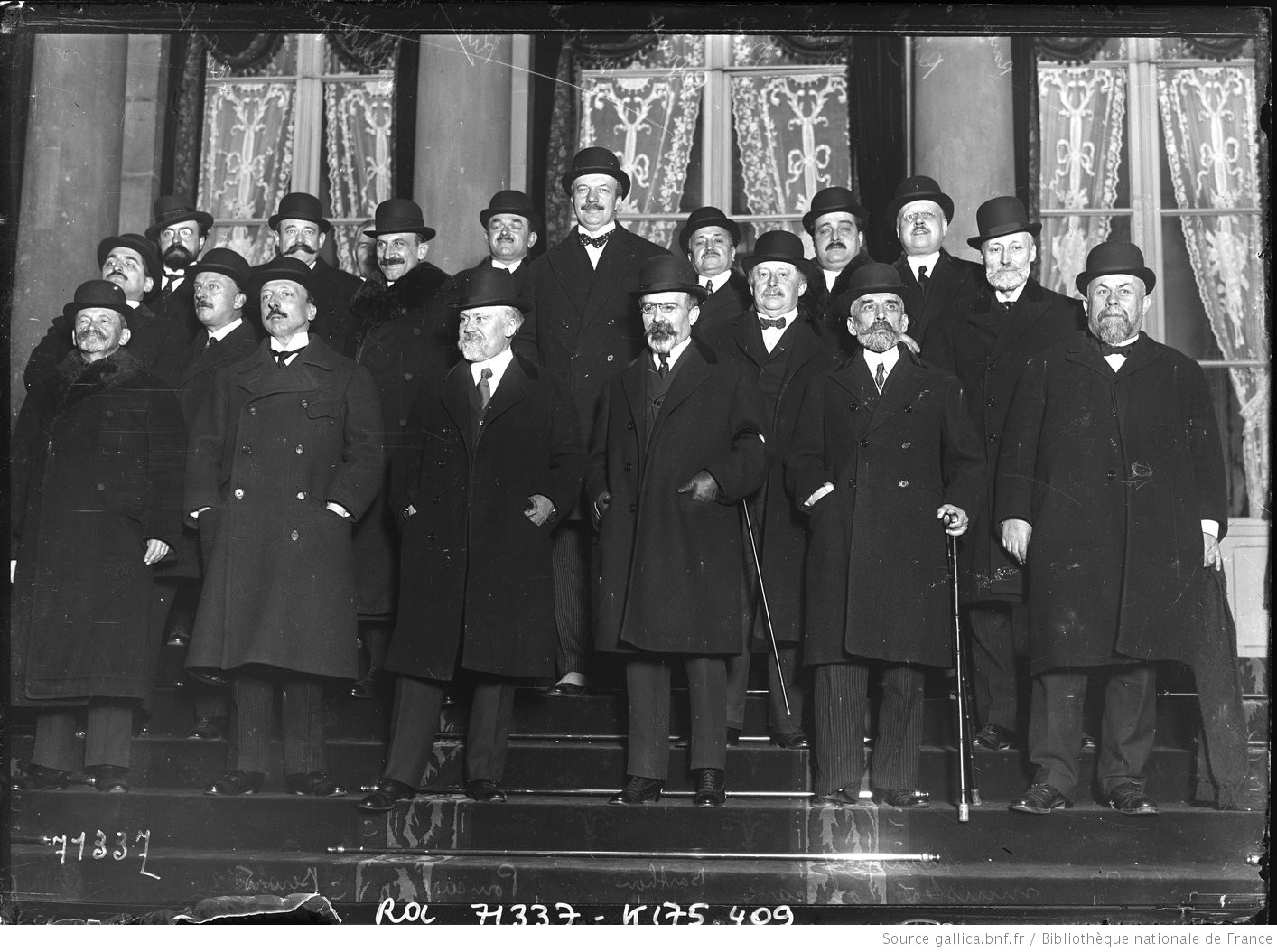
Kabinett Poincaré II

Das zweite Kabinett Poincaré war eine Regierung der Dritten Französischen Republik. Es wurde am 15. Januar 1922 von Premierminister (Président du Conseil) Raymond Poincaré gebildet und löste das Kabinett Briand VII ab. Es blieb bis zum 29. März 1924 im Amt und wurde daraufhin vom Kabinett Poincaré III abgelöst.
Dem Kabinett gehörten Minister des Bloc national (Parti républicain démocratique et social (PRDS), Fédération républicaine (FR) und Radicaux indépendants (RI)) sowie Einzelvertreter der Parti républicain, radical et radical-socialiste (PRRSS) und der Parti républicain-socialiste (PRS) an.

## Kabinett
Dem Kabinett gehörten folgende Minister an:
| Amt                                                                       | Name                         | Partei | Beginn der Amtszeit             | Ende der Amtszeit             |
| ------------------------------------------------------------------------- | ---------------------------- | ------ | ------------------------------- | ----------------------------- |
| Premierminister                                                           | Raymond Poincaré             | PRDS   | 15. Januar 1922                 | 29. März 1924                 |
| Außenminister                                                             | Raymond Poincaré             | PRDS   | 15. Januar 1922                 | 29. März 1924                 |
| Innenminister                                                             | Maurice Maunoury             | PRDS   | 15. Januar 1922                 | 29. März 1924                 |
| Justizminister                                                            | Louis Barthou Maurice Colrat | PRDS   | 15. Januar 1922 5. Oktober 1922 | 5. Oktober 1922 29. März 1924 |
| Finanzminister                                                            | Charles de Lasteyrie         | FR     | 15. Januar 1922                 | 29. März 1924                 |
| Kriegsminister                                                            | André Maginot                | PRDS   | 15. Januar 1922                 | 29. März 1924                 |
| Marineminister                                                            | Flaminius Raiberti           | FR     | 15. Januar 1922                 | 29. März 1924                 |
| Minister für öffentlichen Unterricht und schöne Künste                    | Léon Bérard                  | PRDS   | 15. Januar 1922                 | 29. März 1924                 |
| Minister für öffentliche Arbeiten                                         | Yves Le Trocquer             | PRDS   | 15. Januar 1922                 | 29. März 1924                 |
| Arbeitsminister                                                           | Albert Peyronnet             | PRRRS  | 15. Januar 1922                 | 29. März 1924                 |
| Minister für Gesundheit, Wohlfahrt und Sozialversicherung                 | Paul Strauss                 | RI     | 15. Januar 1922                 | 29. März 1924                 |
| Minister für Handel und Industrie                                         | Lucien Dior                  | PRDS   | 15. Januar 1922                 | 29. März 1924                 |
| Kolonialminister                                                          | Albert Sarraut               | PRRRS  | 15. Januar 1922                 | 29. März 1924                 |
| Landwirtschaftsminister                                                   | Henry Chéron                 | PRDS   | 15. Januar 1922                 | 29. März 1924                 |
| Pensionsminister                                                          | André Maginot                | PRDS   | 15. Januar 1922                 | 29. März 1924                 |
| Minister für befreite Gebiete                                             | Charles Reibel               | PRDS   | 15. Januar 1922                 | 29. März 1924                 |
| Generalkommissar für Krieg, Körpererziehung und militärische Vorbereitung | Henry Paté                   |        | 11. Januar 1924                 | 29. März 1924                 |

### Unterstaatssekretäre
Dem Kabinett gehörten folgende Sous-secrétaires d’État an:
- Premierminister und Äußeres (bis 5. Oktober 1922): Maurice Colrat (PRDS)
- Technische Bildung: Gaston Vidal[9] (PRS)
- Finanzministerium (ab 20. März 1923): Alain Albert Leret d’Aubigny[10]
- Post und Telegraphie: Paul Laffont[11] (PRRRS)
- Luftfahrt und Luftverkehr: Laurent Eynac (RI)
- Häfen, Handelsmarine und Fischerei: Alphonse Rio[12] (PRS)

## Historische Einordnung

### 1922
Das Washingtoner Flottenabkommen vom 6. Februar begrenzte den Flottenausbau. Am 1. März wurde der Grundstein für die Große Pariser Moschee gelegt. Ende Juni fand in Saint-Étienne der erste Kongress der Confédération générale du travail unitaire statt. Diese (kommunistische) Gewerkschaft hatte sich in der folge des Kongresses von Tours von der Confédération générale du travail abgespalten. Am 28. November kamen in Frankreich erstmals Flüchtende aus Armenien an, was der Beginn einer Flüchtlingsbewegung wegen des Völkermords an den Armeniern war.

### 1923
Bei der Konferenz von Paris zu Beginn des Jahres konnten die Alliierten keine Einigung über die Frage der deutschen Reparationen erzielen. Poincaré kündigte an, dass Frankreich sich über den britischen Widerstand hinwegsetzen und das Ruhrgebiet besetzen lassen wird, um die Aktivitäten der Fabriken und Bergwerke in der Region zu kontrollieren. Am 11. Januar besetzten französische und belgische Truppen das Ruhrgebiet und forderten die Zahlung der Kriegsschulden durch Deutschland. Ab dem 19. Januar organisierte sich ein passiver Widerstand in Form von weit verbreiteten Streiks, der von der Weimarer Republik finanziert wurde. Der passive Widerstand wurde durch Gustav Stresemann am 25. September beendet.
Am 24. März wurde der Code de l’indigénat in Togo eingeführt.
Am 17. Dezember schlug die Parti communiste français (PCF) der Section française de l’Internationale ouvrière (SFIO vor), für die nächsten Wahlen einen Arbeiter- und Bauernblock zu bilden. Die Sozialisten lehnten dies ab und entschieden sich für das Cartel des gauches.

### 1924

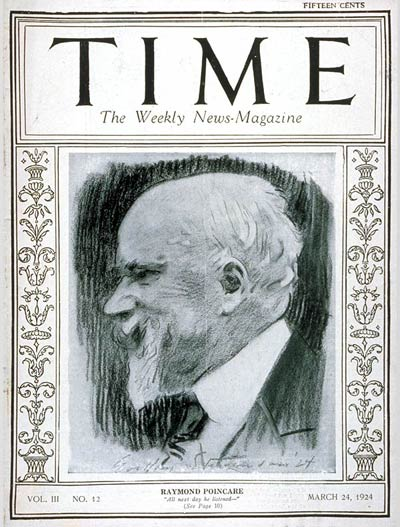
Poincaré auf dem Titel der Time 1924

Auf der ersten Sitzung des Dawes-Komitees für deutsche Schulden von Januar bis April wurden die von Deutschland geschuldeten Kriegsschäden reduziert.
Poincaré begegnete der finanziellen Krise des Staates einerseits mit Steuererhöhungen und andererseits mit Anleihen bei der Morgan-Bank.
Eine Abstimmungsniederlage im Zusammenhang mit dem Gesetz vom 10. Dezember 1924 über die Versicherung gegen Alter und vorzeitigen Tod führte zum Rücktritt des Kabinetts.